# Antoine Rey-Dussueil
Antoine François Marius Rey-Dussueil (1798-1851) est un journaliste et romancier français.

## Biographie
Il voit le jour à Marseille le 11 juillet 1798 (ou 23 messidor An VI), rue des Phocéens, dans le quartier du Panier.
Son père est né à Marseille d'une famille originaire du Rouergue (Compeyre, Aveyron), établie depuis peu dans cette ville, tandis que par sa mère, Antoinette Élisabeth Dussueil, il appartient à une famille qui réside dans la cité phocéenne depuis le début du XVIIIe siècle.
Son père est receveur de la Loterie royale et du côté de sa mère, les métiers de la famille se rattachent à la marine ou à la savonnerie.
Il est élève au lycée Thiers, à l'époque unique lycée de Marseille. Selon divers auteurs, la famille du jeune Antoine François Marius aurait souhaité en faire un juriste et il aurait poursuivi des études juridiques à Aix-en-Provence et à Paris où il aurait peut-être accompagné son ami Joseph Méry, également parti de Marseille pour étudier le droit.
Séjournant tantôt à Paris et tantôt en Provence, on ignore à la suite de quelles circonstances il décida d'abandonner la filière juridique pour s'orienter vers le journalisme et l'écriture. On ne sait pas non plus le contexte qui l'a conduit à posséder une parfaite maîtrise de la langue italienne qui lui a permis de faire une traduction remarquée des Fiancés de Manzoni qui continue à faire autorité de nos jours.
Alors que, comme certains de ses amis journalistes ou hommes de lettres, il aurait pu se choisir un pseudonyme, il préféra se faire connaître en réunissant les patronymes de ses parents.
Le 13 août 1829, il épouse à Paris Élisabeth Carrin, parente de Jean-Guillaume Hyde de Neuville, dont il eut deux filles dont, à ce jour, on ignore la destinée.
Sur le plan matériel, la vie de A.F Marius devint plus difficile après la révolution de 1830 où un changement de législation mit fin à l'activité du bureau de Loterie royale qui faisait vivre sa famille : « Il vivait dans l'aisance, grâce au produit d'un excellent bureau de loterie, tenu par sa famille à l'entrée de la rue d'Aix; la suppression de ces bureaux, après la révolution de juillet, le mit à la gêne; ce qu'il retirait de ces écrits, l'empêchant tout au plus de mourir de faim, à Paris où il était allé chercher fortune » .
Sa situation personnelle ne cessa de se dégrader avec le temps; il est vraisemblable qu'il perdit son épouse et que « l'existence épuisante du journalisme parisien »  finit par altérer sa raison.
Dans son Histoire de la littérature dramatique, Jules Janin écrit : « En ce lieu (un asile honorable, non loin des Petites-Maisons), végétait déjà un homme d'un vrai talent, qui avait fait des livres que le public avait lus avec grand plaisir (...) nous voulons parler de M. Rey-Dussueil, un enfant de Marseille. »
On lit, plus nettement, par ailleurs :  Il était fou depuis longtemps, et sans les secours qui lui étaient accordés par le ministère de l'Intérieur, il se serait trouvé dans la plus affreuse misère.
Il meurt à Paris le 12 février 1850,.

## Carrière

### Le journaliste
Avec son ami le poète Joseph Méry, il créa, en 1820, à Marseille le journal  Le Caducée  dont les idées politiques libérales furent rapidement censurées par le gouvernement de l'époque.
Il vint ensuite à Paris où il s'attacha vers 1826, à la rédaction du Mercure, auquel il travailla trois ou quatre ans et il y donna, entre autres articles, des Lettres sur les théâtres lyriques. Au Mercure de France, il fut plus spécialement chargé de la critique des scènes d'opéra comique bien que, pour certains, sa culture musicale était un peu insuffisante.
Il quitta cette spécialité pour s'orienter vers la politique avec les Provençaux, Léon Gozlan et Louis Reybaud.
Il coopéra alors à la rédaction du Corsaire , de La Révolution, de La Gazette littéraire, de La Tribune et fournit quelques nouvelles à La Revue de Paris.
Il donna des  morceaux  à divers recueils littéraires, tels que « Le Livre des Cent-et-un » (le Siècle ou bal dans le tome X), dans le « Salmigondis » (Un déjeuner d'huitres dans le tome IV).
Il affiche clairement des idées libérales, hostiles à la Restauration.

### L'écrivain
Entre 1826 et 1843, il publie les ouvrages suivants :
- Résumé de l'histoire d'Égypte depuis les temps fabuleux jusqu'à nos jours (1826)Dans lequel, à propos de la construction des pyramides égyptiennes, il écrit : « On doit bien se garder de juger des choses d'autrefois avec les idées d'aujourd'hui. ».
- Les Fiancés : Histoire milanaise du XVIIe siècle (1828)"La première et plus réussie"[10] traduction française du roman I promessi sposi d'Alessandro Manzoni dans le XIXe siècle.
- La Confrérie du Saint-Esprit : Chronique marseillaise de l'an 1228 (1829)
- La Fin du Monde : Histoire du temps présent et des choses à venir  (1830)Où l'auteur passe en revue toutes les querelles politiques et morales qui s'agitent et il finit par conclure que la fin du monde peut seule nous tirer de cet inextricable labyrinthe[11].
- Samuel Bernard et Jacques Borgarelly : Histoire du temps de Louis XIV (1830)
- Les Trois Amis : Histoire du temps de l'Empire (1831)Où il écrit notamment : « la liberté ne se demande pas, elle se prend ! ».
- Andréa : Histoire du temps de l'Empire (1831)
- Le Monde Nouveau : Histoire faisant suite à « La Fin du monde » (1831)
- Le Cloître St Merri (1832)Pour beaucoup, ce fut son œuvre majeure. Elle relate un épisode de l'insurrection républicaine des 5 et 6 juin 1832. Ce roman historique dans lequel il défendit la cause des combattants lors de l'affrontement de juin 1832, lui valut d'être accusé de provocation à la guerre civile, à la haine et au mépris du gouvernement du roi. Accusé (...), il a été acquitté. Me Joly avocat, député appartenant à l'opinion républicaine a défendu M. Rey-Dussueil qui a aussi prononcé un discours pour sa défense[12]. Cette œuvre eut un retentissement certain et on note que l'épisode de la barricade de Victor Hugo, dans Les Misérables, est construite sur le modèle de St Merri : structure générale, place stratégique du café qui fait office de fonderie, d'ambulance, de cantine et de bastion ultime, phases du combat et caractéristiques de l'assaut final. Sur la foi de la description de l'événement par Rey-Dussueil qui y a sans doute participé personnellement, on sait que Victor Hugo n'a pas omis de préciser que le drapeau tricolore — et non le drapeau rouge — flottait sur la barricade[13]. Dans ce roman, « Joseph, 16 ans, a servi de modèle au Gavroche des Misérables : Joseph brandit le drapeau de la Société des Droits de l'Homme »[14]. Victor Hugo a donc trouvé une partie de son inspiration chez Rey-Dussueil et une autre chez Louis Blanc.
- L'Angelus, livret d'un opéra comique en un acte (1832)Sur une musique de Casimir Gide.
- Estrella (1843)